# Jan Felderhof
Jan Reindert Adriaan Felderhof (Bussum, 25 september 1907 – Laren (Noord-Holland), 4 maart 2006) was een  Nederlands violist, componist, maar vooral muziekpedagoog.

## Biografie
Hij was zoon van kantoorbediende Willem Petrus Felderhof en Anna Catharina Boer-Rookhuizen. Jan Felderhof is broer van Herman Felderhof, die in zijn jonge jaren ook zong, en daardoor oom van Rik Felderhof. Henk Felderhof, een andere broer was verdienstelijk pianist, maar koos voor het notarisvak. Jan Felderhof was ridder in de Orde van Oranje-Nassau (1978).
Hij kreeg zijn muziekopleiding aan het Conservatorium van Amsterdam. Vioollessen kreeg hij van Felice Togni en Hendrik Rijnbergen, compositieleer van Sem Dresden. Na het beëindigen van zijn studies in respectievelijk 1931 en 1933 werd hij zelf docent aan de Amsterdamse Volksmuziekschool instelling in harmonieleer, contrapunt en analyse. Later studeerde hij nog schoolmuziek aan het Utrechts Conservatorium, hetgeen hij in praktijk bracht aan het Christelijk Lyceum in Haarlem. Van 1944 tot 1954 was hij directeur van de Toonkunstmuziekschool in Bussum en bestuurslid van de Koninklijke Nederlandse Toonkunstenaars Vereniging, afdeling Het Gooi. Gedurende de seizoenen 1954/1955 was hij directeur van het Rotterdams Conservatorium, daarna keerde hij terug naar Amsterdam, maar gaf ook nog lessen aan het Utrechts Conservatorium. In 1968 werd hij adjunct-directeur in Amsterdam, en ging in 1973 met pensioen. Hij stapte toen over naar de amateurbranche door dirigent te worden van Orkestvereniging Amersfoort en het Zeister Philharmonisch Orkest.
Van zijn hand verscheen voorts een aantal recensies in de Bussumsche Courant en Trouw, een niet officieel uitgegeven Praktische harmonieleer en hield voordrachten voor Wereldomroep en Volksuniversiteit. Een van zijn leerlingen is Jan Vriend.

## Werken
Zijn oeuvre bestaat uit talloze werken, waarbij hij meer lette op wat goed in het gehoor lag, dan dat hij strikte regels volgde; zo zag hij de stijl dodecafonie met haar strikte regels niet zitten. Een deel van zijn werken:
- Een serenade in de St.Jansnacht (1931, komische opera, libretto J. van Dokkum)
- Sinfinietta I (1933)
- Suite voor fluit en orkest (1933)
- Rapsodie voor hobo en orkest (1935)
- Symfonie (1949, opgedragen aan allen die streden voor het vaderland, hij leidde deze symfonie zelf in 1951 in het Koninklijk Concertgebouw met het Koninklijk Concertgebouworkest )
- Concert voor fluit en orkest (1950, dit werk werd in 1964 uitgevoerd tijdens een jeugdconcert in het Concertgebouw met het daarbijbehorend orkest onder leiding van Bernard Haitink en solist Hubert Barwahser)
- Facetten voor koor (1952)
- Concert voor fluit, strijkorkest en slagwerk (1955)
- Cyclus voor twee violen (1956)
- Elegie op het Valeriuslied Stort tranen uyt
- Sinfonietta II (1962)
- Vliegvuur (1964, opera, libretto A. van Eyk)
- Omaggio voor orkest (1974)
- Suite voor fluit, hobo en piano (1974)
- Trio voor drie klarinetten (1974)
- Complimento per orchestra d’archi (1975)
- Dialoog voor viool en orgel (1976)
- Sonate voor twee violen en piano (1977)
- Groen is de gong (liederencyclus, 1978, teksten Jan Engelman)
- Vijf strijkkwartetten
- Drie sonates voor viool en piano (II uit 1940, III uit 1965)
- Tot wien zullen wij henengaan, cantate voor solisten, koor en orkest, op tekst van zijn broer Herman Felderhof.

- CiNii: DA12908190
- Gemeinsame Normdatei: 114050620X
- International Standard Name Identifier: 0000 0000 8364 141X
- Library of Congress Control Number: n85160746
- MusicBrainz: 4b09e47d-aaf1-414a-bfd1-bb9b803dcc8a
- Nationale Bibliotheek van Israël: 987007353249705171
- Nederlandse Thesaurus van Auteursnamen: 089844602
- Virtual International Authority File: 22560957
- WorldCat: E39PBJp6bdF6CGMcGCxqMjQg8C